# Himno nacional de Bosnia y Herzegovina
Državna himna Bosne i Hercegovine (Himno Nacional de Bosnia y Herzegovina) es el himno nacional de Bosnia y Herzegovina. El himno fue aprobado el 25 de junio de 1999, por la promulgación de la Ley sobre el Himno Nacional de Bosnia y Herzegovina, que sustituyó al anterior, Jedna Si Jedina, que aparentemente excluía a las comunidades serbia y croata en el país, a pesar de que estaba en uso desde el 10 de febrero de 1998, al igual que la bandera y el escudo.

## Música
Dušan Šestić compuso la melodía, que en un principio no tenía letra, bajo el título de Intermeco, con que se le conocía comúnmente al himno.

## Letra Propuesta
La letra, escrita por Dušan Šestić (compositor de la melodía), y Benjamin Isović, fue aceptada por una comisión parlamentaria en febrero de 2009. La decisión todavía requeriría la aprobación del Consejo de Ministros, la Asamblea Parlamentaria y la Cámara de los Pueblos. La letra no menciona a las dos entidades administrativas ni a las naciones constitucionales que aseguran al estado, pero al final dice lo siguiente: "¡Vamos hacia el futuro, juntos!".

### Bosnio
Ti si svjetlost duše

Vječne vatre plam

Majko naša zemljo Bosno

Tebi pripadam

Divno plavo nebo

Hercegovine

U srcu su tvoje rijeke

Tvoje planine

Ponosna i slavna

Krajina predaka

Živjećeš u srcu našem

Dov'jeka

Pokoljenja tvoja

Kazuju jedno:

Mi idemo u budućnost

Zajedno !

### Croata
Ti si svjetlost duše

Vječne vatre plam

Majko naša zemljo

Tebi pripadam
U srcu su tvoje

Rijeke, planine

Plavo more

Bosne i Hercegovine
Ponosna i slavna

Zemljo predaka

Živjet ćeš u srcu našemu

Dovijeka
Pokoljenja tvoja

Kazuju jedno:

Mi idemo u budućnost

Zajedno!

### Serbio (alfabeto cirílico)
Ти си свјетлост душе

Вјечне ватре плам

Мајко наша земљо

Теби припадам
У срцу су твоје

Ријеке, планине

Плаво море

Босне и Херцеговине
Поносна и славна

Земљо предака

Живјећеш у срцу нашем

Дов'jека
Покољења твоја

Казују једно:

Ми идемо у будућност

Заједно!

### Español
Tú eres la luz del alma

la llama del fuego eterno

nuestra madre, la tierra de Bosnia

yo te pertenezco
En el corazón es tuyo

los ríos, las montañas,

y el mar azul

de Herzegovina
Orgullosa y famosa

tierra de los ancestros

vivirás en nuestros corazones

cada vez más
Tus generaciones

muestran a uno

¡entramos al futuro

juntos!